# Clupeiformes

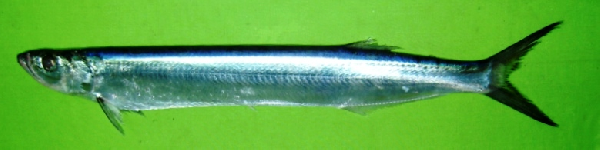
Chirocentrus nudus (fam. Chirocentridae)

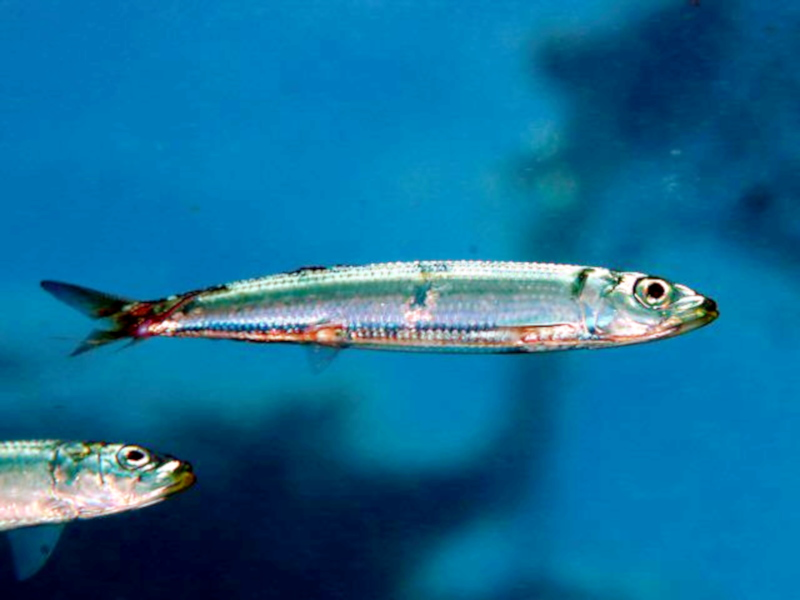
Etrumerus teres (fam. Dussumieriidae)

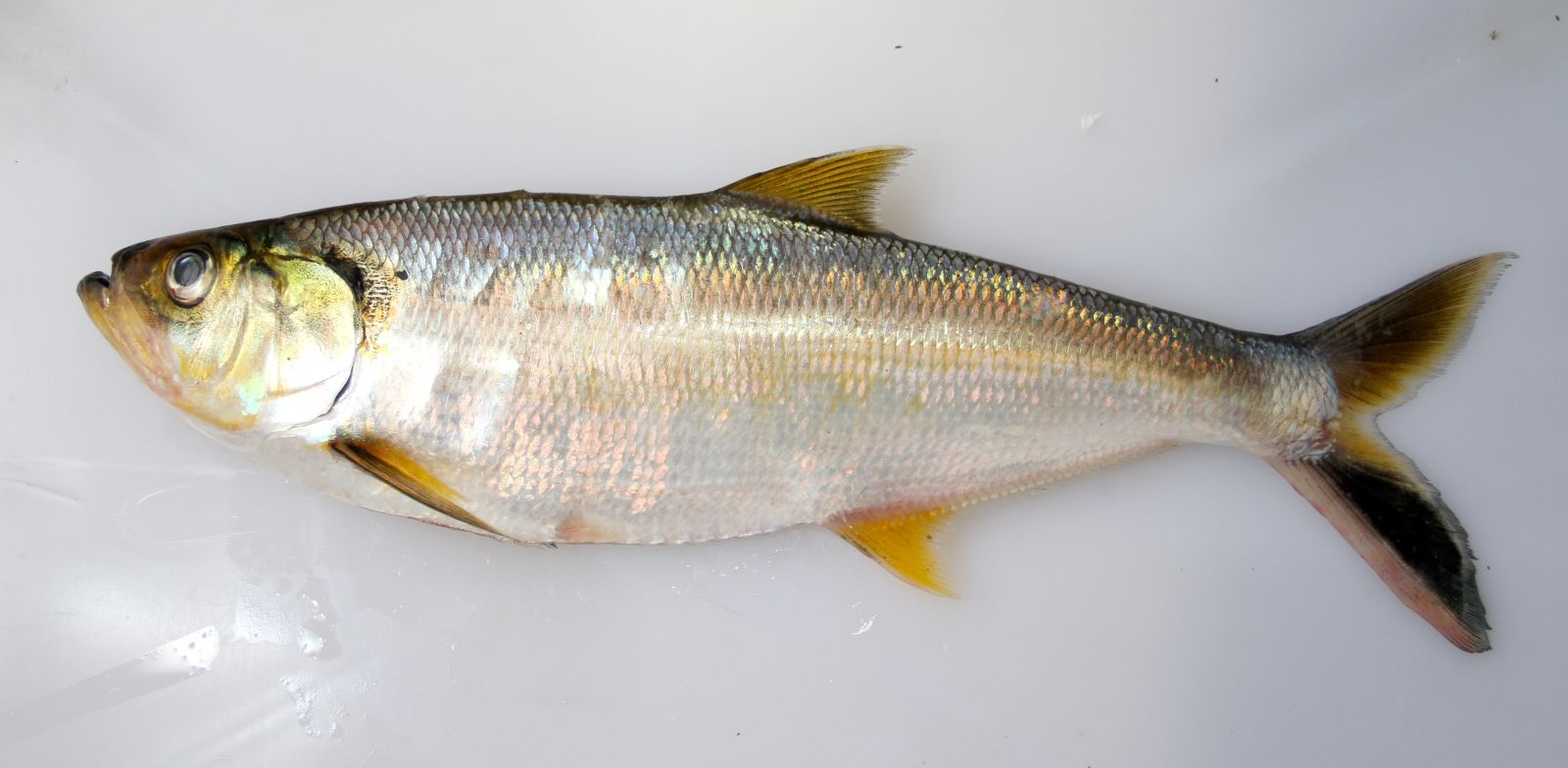
Pellona castelnaeana (fam. Pristigasteridae)

I Clupeiformes sono un ordine di pesci ossei marini e d'acqua dolce comprendente 7 famiglie. Comprende alcune specie di elevatissimo valore per la pesca commerciale e l'alimentazione umana come l'acciuga, la sardina e l'aringa. I clupeiformi, inoltre, sono importantissimi elementi della rete trofica degli oceani di tutto il mondo costituendo prede per numerosi predatori come tonni, marlin, pesci spada, squali, cetacei, pinnipedi, pinguini ed altri uccelli marini, eccetera.

## Descrizione
I Clupeiformes hanno aspetto affusolato e più o meno alto e compresso lateralmente. Le scaglie ricoprono il corpo ad eccezione della testa. La bocca non è protrattile. Le pinne non hanno raggi spinosi: la pinna caudale è sempre biloba e le pinne ventrali sono di solito poste sotto la pinna dorsale, in posizione addominale. La linea laterale è presente solo sulla testa. La vescica natatoria si prolunga fino al cranio con due estensioni. Sono fisostomi: la vescica natatoria è comunicante con l'intestino tramite il dotto pneumatico..

## Biologia
La maggior parte dei Clupeiformes ha abitudini gregarie e forma banchi numerosi. Non mancano tuttavia specie solitarie, soprattutto tra quelle di più grandi dimensioni a dieta piscivora.

## Alimentazione
La maggior parte delle specie clupeiformi sono filtratori: si nutrono di plancton che catturano per mezzo delle branchie, dotate di particolari spine disposte a pettine dette branchiospine.

## Evoluzione
I clupeiformi fanno parte del gruppo noto come Clupeomorpha, comprendente anche forme estinte e arcaiche come Ornategulum o gli Ellimmichthyiformes. I più antichi clupeiformi esistono almeno dal Cretaceo inferiore (circa 130 milioni di anni fa) e provengono dal Brasile (genere Pseudoellimma), ma già dall'inizio del Cretaceo superiore (circa 90 milioni di anni fa) alcuni clupeiformi sono già ascrivibili a varie famiglie attuali (Clupeidae, Dussumieriidae). Tra i giacimenti cretacei più ricchi di clupeiformi si ricordano quelli libanesi di Sahel Alma e Haqel (con i generi Histiothrissa e Scombroclupea), di Sendenhorst in Germania (Histiothrissa) e soprattutto quello di Nardò in provincia di Lecce (Pugliaclupea, Lecceclupea, Nardoclupea, Italoclupea, Portoselvaggioclupea). Nell'Eocene (circa 50 - 57 milioni di anni fa) sono note numerose forme estinte sia di acqua dolce, come quelle provenienti dalla formazione del Green River negli Stati Uniti (Knightia, Gosiutichthys), che di acqua salata, come quelle provenienti dai famosi giacimenti fossiliferi di Bolca, in provincia di Verona (Bolcaichthys, Trollichthys, Eoalosa, Eoengraulis).

## Famiglie
- Chirocentridae
- Clupeidae
- Denticipitidae
- Dussumieriidae
- Engraulidae
- Pristigasteridae
- Sundasalangidae[2]